# HMS Doris (1896)
HMS Doris – krążownik pancernopokładowy typu Eclipse, zbudowany dla Royal Navy pod koniec lat 90. XIX wieku. Uczestniczył w II wojnie burskiej i I wojnie światowej. Przystosowany w 1917 roku do roli hulku, pełnił tę funkcję do końca wojny, a w 1919 roku został sprzedany na złom.

## Projekt i budowa
HMS „Doris" był jednym z dziewięciu zbudowanych w latach 1896-99 krążowników pancernopokładowych typu Eclipse, które były bezpośrednim następcą krążowników typu Astraea. Miały większe rozmiary i wyporność, otrzymały silniejsze uzbrojenie i opancerzenie przy zachowaniu podobnej do poprzedników prędkości.
Stępkę okrętu położono w Naval Construction & Armaments Co. w Barrow-in-Furness 29 sierpnia 1894 roku, a wodowanie odbyło się 3 marca 1896 roku.

## Dane taktyczno-techniczne
HMS „Doris” miał wyporność 5690 ton (5600 długich ton) przy długości całkowitej 113,7 m, szerokości 16,3 m i zanurzeniu 6,25 m. Był napędzany dwoma trójcylindrowymi pionowymi maszynami parowymi potrójnego rozprężania, z których każda poruszała jedną śrubę napędową. Parę dostarczało 8 opalanych węglem kotłów. Silniki osiągały moc 8000 KM, co dawało prędkość 18,5 węzła (na próbach przy przeciążeniu maszyn osiągnięto 19,5 węzła przy 9600 KM). Normalny zapas węgla wynosił 550 t, a maksymalnie okręt mógł zabrać niemal dwa razy więcej paliwa, bo 1075 ton. Załoga okrętu składała się z 393 oficerów i marynarzy.
Krążownik był uzbrojony początkowo w pięć pojedynczych dział kal. 152 mm (6 cali), sześć dział kal. 120 mm (4,7 cala), sześć dział trzyfuntowych (47 mm) i trzy wyrzutnie torped kal. 450 mm (18 cali). Po modernizacji, przeprowadzonej w latach 1903-1905, uzbrojenie okrętu przedstawiało się następująco: jedenaście dział kal. 152 mm, dziewięć dział dwunastofuntowych (76 mm), siedem dział trzyfuntowych (47 mm) i trzy wyrzutnie torped kal. 450 mm. W trakcie I wojny światowej uzbrojenie ograniczono do dziewięciu dział kal. 152 mm, czterech dział 76 mm i jednego działa 47 mm, pozostawiając uzbrojenie torpedowe bez zmian. Pancerz pokładowy miał grubość od 38 do 76 mm (1,5 - 3 cale), wieża dowodzenia miała ściany grubości do 152 mm, a maszynownię chroniły płyty o grubości 152 mm. Działa artylerii głównej były chronione osłonami o grubości 76 mm.

## Służba

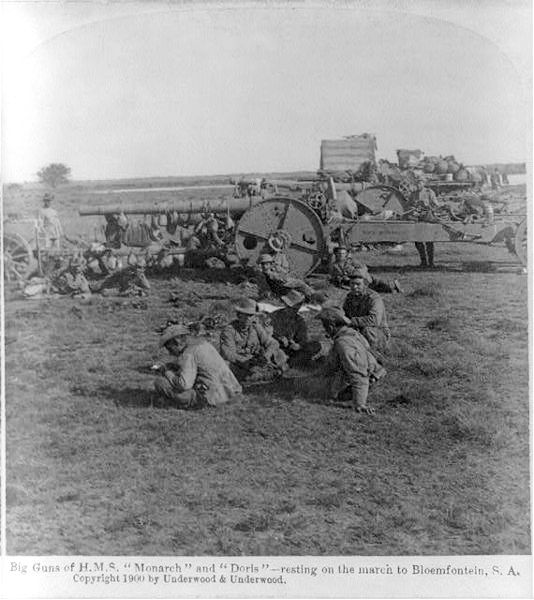
Jedno z dział kal. 120 mm pochodzące z HMS „Doris” użyte podczas II wojny burskiej

HMS „Doris” został wcielony do służby w Royal Navy 18 listopada 1897 roku. Dowództwo okrętu objął captain R.C. Prothero. Krążownik początkowo stacjonował w Afryce Południowej, będąc jednostką flagową admirała Roberta Harrisa. Tam zastał go wybuch II wojny burskiej. Okręt uczestniczył w działaniach wojennych w dość nietypowy sposób: zdemontowano z niego co najmniej jedno działo kal. 120 mm, które jako lądowe wykorzystano w bitwie pod Magersfontein w grudniu 1899 roku. Po powrocie do metropolii służył we Flocie Kanału. Okręt przebywał w rezerwie do 1909 roku, a po naprawach od 1910 roku służył w Home Fleet.
W momencie wybuchu I wojny światowej HMS „Doris" (wraz z bliźniaczymi HMS „Isis”, HMS „Juno”, HMS „Minerva” i HMS „Venus”) wchodził w skład 11. Eskadry Krążowników, której zadaniem była ochrona żeglugi na zachód od Irlandii. 5 sierpnia 1914 roku wspólnie z „Isis” okręt zatrzymał i zdobył niemiecki statek handlowy. Następnie krążownik przeniesiono na Morze Śródziemne, gdzie w grudniu 1914 roku zatopił turecki statek handlowy. W 1915 roku okręt wziął udział w nieudanej operacji opanowania Dardaneli.
Od marca 1917 roku do listopada 1918 roku okręt stacjonował w Indiach, gdzie pełnił rolę hulku. Sprzedano go na złom 20 lutego 1919 roku w Bombaju.